# Michaugues
Michaugues ist eine Ortschaft und eine ehemalige französische Gemeinde mit 47 Einwohnern (Stand: 1. Januar 2022) im Département Nièvre in der Region Bourgogne-Franche-Comté.
Mit Wirkung vom 1. Januar 2016 wurden die bisherigen Gemeinden Beaulieu, Dompierre-sur-Héry und Michaugues zu einer namensgleichen Commune nouvelle mit dem Namen Beaulieu zusammengeschlossen und verfügen in der neuen Gemeinde über den Status einer Commune déléguée. Der Verwaltungssitz befindet sich im Ort Beaulieu.

## Lage
Nachbarorte von Michaugues sind Moraches im Norden, Dompierre-sur-Héry im Osten, die Commune déléguée Beaulieu im Süden, Neuilly im Südwesten und Brinon-sur-Beuvron im Nordwesten.

## Bevölkerungsentwicklung
| Jahr      | 1962 | 1968 | 1975 | 1982 | 1990 | 1999 | 2008 | 2015 |
| --------- | ---- | ---- | ---- | ---- | ---- | ---- | ---- | ---- |
| Einwohner | 86   | 86   | 75   | 63   | 66   | 73   | 67   | 58   |